# Plan Maestro de Transporte Santiago 2025
El Plan Maestro de Transporte Santiago 2025, conocido también por su sigla oficial PMTS 2025, es el instrumento de planificación de transporte público metropolitano para la ciudad de Santiago, Chile, que desarrolla en la actualidad un programa coordinado de proyectos de los distintos modos de transporte (Red Metropolitana de Movilidad, Metro de Santiago, EFE (Tren Nos-Estación Central), Autopistas urbanas, ciclovías, Tren ligero y teleféricos) e instituciones públicas y privadas que cumplen los objetivos ministeriales de eficiencia, equidad, sustentabilidad y seguridad.
Desarrollado como Plan Maestro en el ámbito de la eficiencia del transporte público según la Política Nacional de Transportes desarrollada por el Ministerio de Transportes y Telecomunicaciones de Chile (MTT), esta última es una iniciativa presentada a comienzos de 2013 que busca entregar un "marco claro que permita a los distintos actores del transporte en Chile planificar e implementar sistemas que impulsen el desarrollo social y económico del país".

## Origen

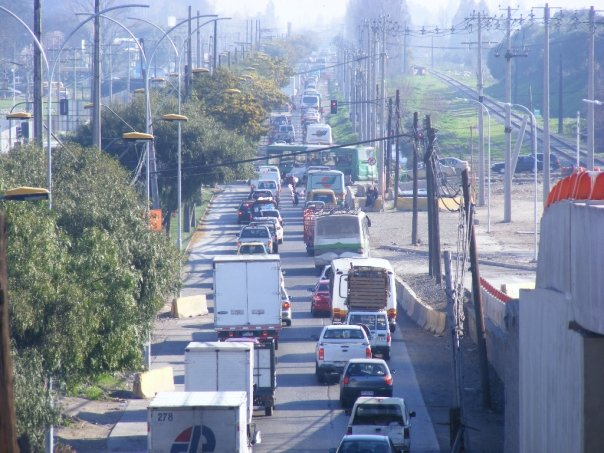
Atochamiento de tráfico en hora vespertina en Camino a Melipilla.

Si bien ya en 2009 se trabajaba en un plan único de coordinación de transportes, denominado en ese entonces Plan de Transporte Urbano del Gran Santiago, en enero de 2013 el MTT dio a conocer el Plan Maestro de Transporte Santiago 2025, en respuesta a la necesidad de contar con una guía para la gestión y las inversiones estratégicas en infraestructura que definieran un sistema de transporte urbano orientado a satisfacer las necesidades de movilidad de las personas y mercancías en Santiago para, al menos, los próximos 12 años.
Según estudios desarrollados por el MTT, el área metropolitana de Santiago de Chile conocido como Gran Santiago, se encontraría en un período crítico de su desarrollo, caracterizado por consecutivas alzas en la tasa de aumento del parque vehicular. Se calcula que el crecimiento tendencial de la motorización en Santiago hará duplicar el número de vehículos entre 2012 y 2025, pasando de 1,3 a 2,7 millones, creando así una presión por aumentar la inversión en infraestructura vial, a pesar de la existencia de tres importantes restricciones que impedían su inmediata planificación: inexistencia de espacio disponible en el Gran Santiago, "y la ciudadanía no aceptaría las expropiaciones en gran escala que se necesitarían para este aumento de la capacidad"; limitación presupuestaria; la Política de Transporte de Chile promueve soluciones eficientes y sustentables, priorizando explícitamente el uso de transporte público masivo. Específicamente se propone estructurar el desarrollo de las ciudades en torno a corredores de transporte masivo: Metro, trenes suburbanos, y buses de alto rendimiento en vías dedicadas.

## Política Nacional de Transportes
El desarrollo y diseño del PMTS 2025 está en el marco de la Política Nacional de Transportes, iniciativa sectorial que busca entregar un marco institucional y normativo que permita a los distintos actores del transporte en Chile planificar e implementar sistemas viales que impulsen el desarrollo social y económico del país.

Nuestro país está cambiando. Está renovando su motor por uno más poderoso. Como Ministerio debemos responder a este contexto, retomando un rol primordial en la planificación, tarea que estuvo postergada por muchos años. Para recuperar y fortalecer esta función, estamos impulsando el mayor proceso de transformación desde la creación del MTT, en 1974
Pedro Pablo Errázuriz, Ministro de Transporte y Telecomunicaciones.

La Política Nacional de Transportes guiará el desarrollo sectorial de largo plazo, con objetivos, prioridades e instrumentos específicos, entre ellos los planes maestros de infraestructura vial, portuaria y ferroviaria, planes de inversión, manuales de calidad de servicio para el transporte público y reservas de espacio para localización de terminales y nuevos servicios.

## Principales proyectos

Mapa del sistema de transporte ferroviario de acuerdo al PMTS 2025, incluyendo las nuevas extensiones y líneas del Metro, trenes de cercanía y metro ligero.

El PMTS 2025 responde a las necesidades de movilidad de los santiaguinos ante el crecimiento de la ciudad, proponiendo más de 100 proyectos necesarios para revertir las proyecciones que hablan de un aumento en 40 minutos del viaje promedio capitalino (de 40 a 80 minutos), y una mayor partición modal de los viajes en automóvil (del 48% al 65% en 2025), en desmedro del transporte público que bajaría del 52% al 35%. Este plan maestro no únicamente contribuye a evitar ese escenario, sino también aspira a que se reduzca en 30 minutos por día el viaje promedio.
Este plan está dirigido y consensuado por un comité técnico integrado por el Ministerio de Transportes y Telecomunicaciones, Ministerio de Vivienda y Urbanismo, Ministerio de Obras Públicas, Ministerio de Desarrollo Social, el Gobierno Regional, DIPRES, SEGPRES, Metro S.A. y EFE.
Con un presupuesto total de 22 mil 510 millones de dólares, el PMTS 2025 reparte su inversión entre proyectos de ciclovías (398 millones de dólares), vialidad de alcance local (976 millones de dólares), vialidad de alcance metropolitano (1.069 millones de dólares), vialidad concesionada (7.895 millones de dólares) y proyectos de nuevas líneas de Metro, trenes de cercanía, pre-metro y teleféricos (10.881 millones de dólares).
Este presupuesto permitiría la construcción de nuevas extensiones de la red actual del Metro de Santiago, líneas de pre-metro por Avenida Santa Rosa y Tobalaba-Américo Vespucio y dos nuevas líneas: mientras la Línea 7 descongestionaría la Línea 1, recorriendo paralela a esta desde Maipú por el eje vial de 5 de Abril-Blanco Encalada, luego hacia el oriente por Santa Isabel y al norte por Vicuña Mackenna, llegando a Vitacura a través de avenida Santa María. Mientras la Línea 9 hacia el poniente conectaría Santiago Centro con Cerro Navia y Renca, desde la actual estación Baquedano pasando por el eje de Avenida Mapocho y Avenida J. J. Pérez. También habrá una combinación con un futuro tren de acercamiento tranvías o premetro al Aeropuerto Internacional Arturo Merino Benítez.
A nivel de ferrocarriles, ya se encuentran en ejecución el Metrotren Rancagua y Metrotren Nos; en estudios técnicos el tren suburbano a Melipilla y en proyecto tren Santiago - Batuco Batuco desde la estación Quinta Normal y el ramal Cal y Canto-Baquedano, evocando el antiguo Ferrocarril de Circunvalación que conectaba Estación Central con Estación Mapocho.
En concesiones viales se consideran las siete obras del plan Santiago: La Autopista Vespucio Oriente, la Autopista Norponiente Santiago (Cerro Navia - Lampa), la transformación del acceso norte a Santiago por la Ruta 5, el enlace Ruta 5 – Padre Hurtado y la Ruta G-30 entre Pedro Aguirre Cerda y Lonquén.
Destaca particularmente el segundo proyecto de teleférico para Santiago, el Teleférico Bicentenario que unirá Ciudad Empresarial con el sector financiero conocido como Sanhattan en el límite de las comunas Las Condes, Vitacura y Providencia.
| Infraestructura vial proyectada según PMTS 2025 |
| --- |
| Ciclovías |
| - Más de 800 km en ciclovías - Estacionamiento de bicicletas y bicicletas públicas |
| Metro, trenes y símiles |
| - Línea 7 del Metro por eje Vitacura - Santa Isabel (Tramo Tabancura - Santa Isabel) - Línea 9 del Metro por eje Mapocho - J. J. Pérez (Tramo Baquedano - Vicuña Mackenna) - Transporte masivo por eje Santa Rosa (Tramo Américo Vespucio - Santa Lucía) - Extensión línea 1 del Metro de Santiago hacia el oriente (Tramo Avenida Camino El Alba) - Extensión línea 5 del Metro de Santiago hacia el sur - Extensión línea 6 del Metro de Santiago del Metro hacia el norte - Extensión y mejoramiento de la línea 2 del Metro de Santiago hacia el sur. - Extensión y mejoramiento de la línea 3 del Metro de Santiago hacia el oeste. - Extensión línea 4 del Metro de Santiago hacia el norte - Tren Suburbano Melipilla - Alameda (Melitrén) - Tren Suburbano Batuco - Quinta Normal (Tren Santiago - Batuco), con Ramal a Cal y Canto - Transporte masivo hacia el aeropuerto de Santiago (Extensión Línea 8 del Metro hacia el norte) - Mejoramiento Metrotrén Alameda - Nos - Teleférico Bicentenario - Transporte Masivo Tobalaba - Vespucio (Tramo Departamental - Vitacura) |
| Transporte público |
| Son mejoras en el eje público que facilitarán el desplazamiento del transporte público; entre ellas están: - Eje Gran Avenida Sur (tramo Avenida Circunvalación Américo Vespucio - Avenida Balmaceda) - Eje Alameda (tramo Avenida Pajaritos y Avenida Vicuña Mackenna) - Eje Avenida Providencia (tramo Vicuña Mackenna - Avenida Tobalaba) - Eje Gran Avenida Norte (Tramo Vespucio - Calle Placer) - Eje Melipilla (Tramo Avenida Esquina Blanca - Ciudad Satélite Maipú) - Eje Tobalaba (Tramo Avenida Departamental - Avenida Camilo Henríquez) - Eje Las Condes (Tramo Avenida Manquehue - Avenida La Dehesa) - Nuevos corredores de buses en Avenida Las Rejas Norte, Avenida San Pablo, Avenida Salvador, Avenida Irarrazaval, Avenida Manuel Antonio Matta, Avenida La Florida, Nueva San Martín, Avenida Lo Ovalle y parte de Avenida Dorsal, Avenida 5 de Abril, Avenida Departamental, Avenida Santa Rosa, Avenida Vicuña Mackenna y Avenida Matucana. |
| Proyectos viales |
| - 37 proyectos locales que buscan la ampliación, habilitación, apertura vial hacia avenidas y materialización de calzadas y fajas normadas de 37 calles y avenidas en toda la provincia de Santiago. - 9 proyectos viales concesionados, entre ellos la construcción de la Autopista Santiago - Lampa, el mejoramiento de la Ruta 68 y de la Ruta 78, la construcción de la Autopista Conexión Sur Norte por el eje Santa Rosa, un enlace en Quilicura entre la Ruta 5 y Vespucio Norte, mejoramiento del nudo Américo Vespucio - Ruta 5, una conexión vial desde la Ruta 78 hasta la Ruta 68, la construcción de la Autopista Costanera Central y el mejoramiento de la Ruta 5 Norte. - 7 proyectos viales: La ampliación Ruta 76, la habilitación del eje Circunvalación Exterior Sur entre Avenida Camilo Henríquez y Vespucio Norte, la habilitación del eje "Conexión Central Poniente Oriente" sobre la avenida Segunda Transversal - Isabel Riquelme - Simón Bolívar - 5 Abril - Blanco - Copiapó, la habilitación (nudo vial) Alameda - Pajaritos (un paso desnivelado de la conexión Pajaritos/Ruta 68), la habilitación (conexión vial) de la avenida Las Torres con la ruta 68, la ampliación Caletera Vespucio Sur y la Caletera Vespucio Norte. |
| Información al año 2013. Referencias |

## Críticas
Durante su gestión, el exalcalde de la comuna de Maipú, Christian Vittori, criticó a comienzos de mayo de 2013 que el PMTS 2025 respondía a "lineamientos centralistas y sin consulta a los afectados", haciendo referencia a la propuesta de tren suburbano conocido como Melitrén que conectará la Estación Central de Santiago con la comuna rural de Melipilla a comienzos de 2016 y que reutilizará la infraestructura ferroviaria en superficie del ramal a Melipila, virtualmente dividiendo las comunas metropolitanas de Maipú, Pedro Aguirre Cerda, San Bernardo, Lo Espejo y Cerrillos.

Veo con preocupación lineamientos en donde los Municipios no fueron consultados de cómo ven la ciudad y en nuestro caso, como proyectamos la comuna, (condenando) a las comunas (afectadas) a seguir sin conectividad, divididas y asumiendo problemas que se trasladan desde el centro de la capital
Christian Vittori, ex Alcalde de Maipú.

Vittori argumentó que la propuesta del gobierno difiere de la realidad, pues no se trabaja en conjunto con las comunidades afectadas por la infraestructura proyectada de transporte, para evitar la posibilidad de negociación. Por lo mismo, planteó un plan comunal denominado "Maipú Ciudad Integrada y Conectada", en el que postula que las intervenciones deben enfocarse en puntos críticos de la comuna, apuntando a la integración del territorio,  potenciando la vida de barrios, disminuyendo los tiempos de desplazamiento y la conexión con el resto de las comunas del poniente de la región. Lo cual denota que las claves del desarrollo, al menos para el edil de la comuna, van centradas a la preferencia del automóvil por sobre el transporte público.